# Veropoulos
Веропулос (грч. Βερόπουλος []), или скраћено Веро, је ланац малопродајних објеката робе широке потрошње из Грчке, који је основала 1818. породица Веропулос и започела на Пелопонезу, наставила у Измиру, Анатолија, а онда се постепено концентрисала у Пиреју. Баве се велепродајом, увозом, извозом и заступањем.
Године 199. Веропулос је купио 100% акција Атинског ланца супермаркета, са 24 радње.
1993. група је купила и 60% акција ланца супермаркета Халкиадакис (Chalkiadakis), са 11 радњи, и отворила своју прву радњу са називом Спар (SPAR)
1997. Веропулос је отворио свој први супермаркет у Скопљу, Македонија.
2001. група је купила 100% акција ланца супермаркета Панемпорики (Panemporiki), са 44 радње.
2002. отворио је свој први хипермаркет у Београду, површине 6.000 m².
2010. отворио свој први тржни центар у Скопљу, Веропулос - Веро центар, површине 40.000 m².
Веропулос данас има 233 радње, од чега: 99 радње у и око Атине и још 73 у 27 других великих градова у Грчкој, 48 на острвима Крита, Родоса, Закинтоса, Кефалоније, итд., 6 у Скопљу, 1 у Тетову и 2 у Битољу и 4 у Београду.